# 明津
明津（あくつ）は、神奈川県川崎市高津区の大字。2023年（令和5年）12月23日時点で、住居表示未実施である。面積は19.3 haである。

## 地理
高津区の南東端に位置し、矢上川と江川という2本の河川に挟まれている。低湿地であり、水害を受けやすい土地でもある。中央部を尻手黒川道路が通過することもあり、運輸関連の企業が見られるほか、集合住宅が立ち並んでいる。
明津は北東端で江川を挟んで中原区の下小田中・井田杉山町・井田中ノ町と、南端では矢上川を挟んで蟹ケ谷や中原区井田と、西端では子母口と接する（特記のない町域は高津区所属）。用途地域は尻手黒川道路沿いが準住居地域、同道路の東側が第一種中高層住居専用地域、西側が第二種中高層住居専用地域となっている。

### 小字
明津には、北川久保・西川久保・南川久保・東川久保・仲町の小字がある。ただし、これらは登記簿上の存在にとどまっており、地名として常用はされていない。

### 地価
住宅地の地価は、2024年（令和6年）7月1日時点の神奈川県地価調査によれば、明津字仲町216番10の地点で31万5000円/m²となっている。

## 歴史

### 中世以前
当地は縄文海進の頃には海であり、その後も矢上川沿いの沖積低地であった。水害時に唯一水面上に残ることも多かった「水塚」は、詳細は不明であるものの古墳であると考えられており、古代から当地の開発が行われていたことを伝えている。
中世の当地は子母口（渋口）村の一部であり、文禄期に1村として分立したものと考えられている。

### 江戸時代
江戸時代の当地は、旗本領→天領→増上寺領というように推移していった。土地柄もあってほとんどが湿田であり、村高は、正保期の『武蔵田園簿』で55石8斗あまり、『元禄郷帳』や幕末の『旧高旧領取調帳』では72石9斗あまりであった。1765年（明和2年）時点で、家は13軒あり、そのうち3軒が馬を飼っていた。

### 明治以降
明治維新で当地は神奈川県に属し、行政上は明津村→橘村→川崎市と推移していった。戦時中には空襲の被害もあったものの、当地は昭和30年代頃まで農村であり続けたが、神奈川県道14号鶴見溝ノ口線の拡幅、そして同県道も含まれる尻手黒川道路の開通以降急激に都市化が進み、1960年（昭和35年）に98世帯（うち農家が12世帯）であった世帯数が、1971年（昭和46年）には500世帯と激増する一方、農家は6世帯と半減していた。

### 地名の由来
「あくつ」は川沿いの低湿地を意味する。関東・東北に点在する地名であるが、「明津」と書かれる例は珍しく、圷・阿久津・悪津などと書かれる例が多い。当地でも、『武蔵田園簿』に「悪津村」とあり、『元禄郷帳』にも昔は悪津村であったことが残っている。

### 沿革
- 文禄年間 - 子母口から分立したとされる。
- 1633年（寛永10年）- 旗本である駒井氏領となる[13]。
- 1697年（元禄10年）- 天領となる[13]。
- 1713年（正徳3年）- 増上寺領となる[13]。
- 1868年（明治元年）- 明治維新。当地は神奈川県所属となる。
- 1874年（明治7年）- 大区小区制の施行により、当地は第4大区第8小区に属する[13]。
- 1889年（明治22年）- 町村制の施行により、橘村が成立。明津はその大字となる。
- 1909年（明治42年）- 熊野神社が子母口にある橘樹神社へ合祀される[13]。
- 1937年（昭和12年）- 橘村が川崎市に編入される。川崎市明津となる。
- 1938年（昭和13年）- 耕地整理により、子母口・蟹ケ谷・井田と一部で境界を変更[14]。
- 1945年（昭和20年）- 空襲の被害を受ける。
- 1962年（昭和37年）- 神奈川県道14号鶴見溝ノ口線の拡幅が行われる[5]。
- 1972年（昭和47年）4月1日 - 川崎市が政令指定都市に移行。当地は川崎市高津区明津となる。
- 1973年（昭和48年）4月1日 - 当地の飛び地が井田へ編入される[7]。
- 1986年（昭和61年）- 熊野神社が再建される[15]。

## 世帯数と人口
2025年（令和7年）6月30日現在（川崎市発表）の世帯数と人口は以下の通りである。
| 大字 | 世帯数    | 人口    |
| ---- | --------- | ------- |
| 明津 | 1,651世帯 | 3,345人 |

### 人口の変遷
国勢調査による人口の推移。
| 年                 | 人口  |
| ------------------ | ----- |
| 1995年（平成7年）  | 2,706 |
| 2000年（平成12年） | 2,971 |
| 2005年（平成17年） | 3,125 |
| 2010年（平成22年） | 3,340 |
| 2015年（平成27年） | 3,259 |
| 2020年（令和2年）  | 3,376 |

### 世帯数の変遷
国勢調査による世帯数の推移。
| 年                 | 世帯数 |
| ------------------ | ------ |
| 1995年（平成7年）  | 1,128  |
| 2000年（平成12年） | 1,229  |
| 2005年（平成17年） | 1,293  |
| 2010年（平成22年） | 1,445  |
| 2015年（平成27年） | 1,397  |
| 2020年（令和2年）  | 1,500  |

## 学区
市立小・中学校に通う場合、学区は以下の通りとなる（2024年3月時点）。
| 番地 | 小学校               | 中学校             |
| ---- | -------------------- | ------------------ |
| 全域 | 川崎市立子母口小学校 | 川崎市立東橘中学校 |

## 事業所
2021年（令和3年）現在の経済センサス調査による事業所数と従業員数は以下の通りである。
| 大字 | 事業所数 | 従業員数 |
| ---- | -------- | -------- |
| 明津 | 54事業所 | 606人    |

### 事業者数の変遷
経済センサスによる事業所数の推移。
| 年                 | 事業者数 |
| ------------------ | -------- |
| 2016年（平成28年） | 60       |
| 2021年（令和3年）  | 54       |

### 従業員数の変遷
経済センサスによる従業員数の推移。
| 年                 | 従業員数 |
| ------------------ | -------- |
| 2016年（平成28年） | 523      |
| 2021年（令和3年）  | 606      |

## 交通

### 路線バス

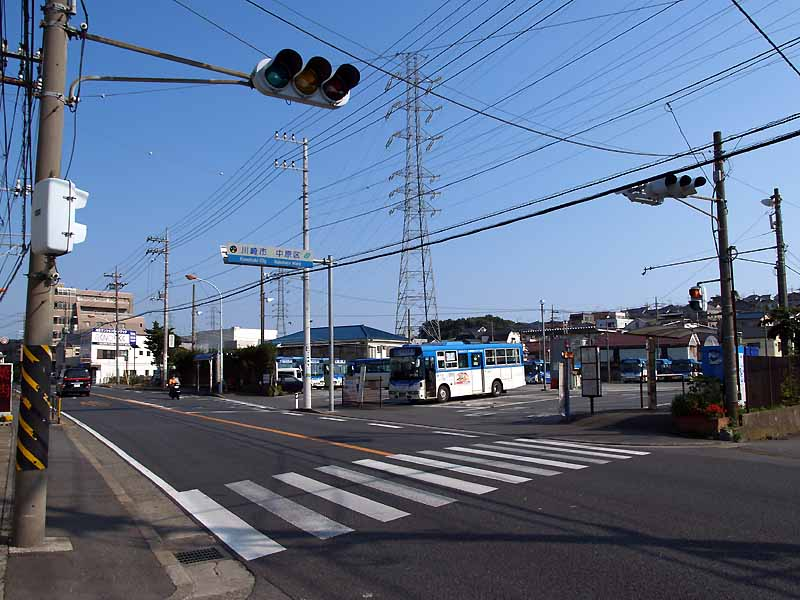
井田営業所

当地に川崎市バス井田営業所が所在し、川崎駅、武蔵小杉駅、武蔵新城駅、向ヶ丘遊園駅など各方面へバスが運行されている。

### 道路
当地を東西に尻手黒川道路（神奈川県道14号鶴見溝ノ口線）が貫通している。

## 施設
- 熊野神社
- 常専寺

## その他

### 日本郵便
- 郵便番号 : 213-0024[3]（集配局 : 高津郵便局[26]）

### 警察
町内の警察の管轄区域は以下の通りである。
| 大字 | 番・番地等 | 警察署     | 交番・駐在所 |
| ---- | ---------- | ---------- | ------------ |
| 明津 | 全域       | 高津警察署 | 千年交番     |